# Metagonia maldonado
Metagonia maldonado là một loài nhện trong họ Pholcidae. Loài này được phát hiện ở Peru và Bolivia.